# Ramón Barce
Ramón Barce (* 16. März 1928 in Madrid; † 14. Dezember 2008 ebenda) war ein spanischer Komponist und Philosoph.
Barce gilt als der wichtigste Vertreter der „Generation von 1951“ und hat 1958 die Gruppe Nueva Música gegründet. Er hat mehr als 120 musikalische Werke geschaffen.